# Григорян, Сурен Александрович
Сурен Александрович Григорян (род. 1958) — государственный деятель непризнанной Нагорно-Карабахской Республики (НКР). Мэр Степанакерта (2011—2019).

## Биография
Родился в 1958 года в Степанакерте. Окончил факультет механики машиностроения Ереванского политехнического института (1980).
Начал трудовую деятельность на Степанакертском электротехническом заводе в качестве инженера-конструктора. С 1980 по 1988 года занимал различные посты в комсомольских организациях.
С 1988 по 1991 год — помощник председателя облисполкома Нагорно-Карабахской автономной области.
В 1991 году стал начальником военно-мобилизационного отдела в облисполкоме НКАО. В марте 1992 года занял должность заведующего специальным отделом Совета министров Нагорно-Карабахской Республики. В 1994 году был утверждён в качестве управляющим делами Совета министров НКР, а в 1995 году — управляющим делами Правительства НКР.
В 1998 году стал заместителем руководителя Аппарата Президента НКР, а с 1999 года занимал пост руководителя Аппарата Правительства НКР.
В 2002 года стал руководителем аппарата правительства — министра НКР. В сентябре 2007 года был вновь утверждён в качестве руководителя аппарата правительства — министра НКР.
На выборах мэра Степанакерта 2011 года был избран новым градоначальником столицы непризнанной республики с результатом 62,57 % голосов избирателей. Спустя четыре года был переизбран на должность мэра. На момент выборов являлся членом Демократической партии Арцаха.

## Награды и звания
- Орден «Месроп Маштоц»[2]

## Личная жизнь
Женат, воспитывает троих детей.